# Julia Kowalczyk
Julia Kowalczyk (ur. 30 września 1997 w Rybniku) – polska judoczka, brązowa medalistka mistrzostw świata, srebrna medalistka mistrzostw Europy.
Jest zawodniczką KS Polonia Rybnik (od 2011 roku).
W 2017 roku zdobyła srebrny medal podczas mistrzostw Europy w Warszawie w turnieju drużynowym. Tego samego roku została też brązową medalistką turnieju Grand Slam w Baku.
W 2019 roku zdobyła brązowy medal na mistrzostwach świata w Tokio. W ćwierćfinale przegrała w doliczonym czasie z Japonką Tsukasą Yoshidą, lecz w repasażu pokonała reprezentantkę Rosji Darię Meżecką, co pozwoliło powalczyć o brązowy medal. W decydującym pojedynku wygrała przez ippon z Bułgarką Iweliną Iliewą.